# Mizuki Arai
Mizuki Arai (新井 瑞希 Arai Mizuki?, Saitama, 14 de abril de 1997) es un futbolista japonés que juega como centrocampista en el Mito HollyHock de la J2 League.

## Trayectoria

### Clubes
| Club                       | País     | Año       |
| -------------------------- | -------- | --------- |
| SV Horn                    | Austria  | 2016      |
| S. C. Sagamihara           | Japón    | 2017      |
| Kataller Toyama            | Japón    | 2018-2019 |
| Tokyo Verdy (cedido)       | Japón    | 2019      |
| Tokyo Verdy                | Japón    | 2020-2022 |
| Gil Vicente F. C. (cedido) | Portugal | 2022      |
| Yokohama FC                | Japón    | 2023-2025 |
| Vissel Kobe (cedido)       | Japón    | 2023      |
| Mito HollyHock             | Japón    | 2025-     |

## Palmarés

### Títulos nacionales
| Título    | Club        | País  | Año  |
| --------- | ----------- | ----- | ---- |
| J1 League | Vissel Kobe | Japón | 2023 |